# William Huntington Russell
Pour les articles homonymes, voir Russell.
William Huntington Russel, né le 12 août 1809 à Middletown (Connecticut) et décédé le 19 mai 1885 à New Haven (Connecticut), est un homme d'affaires, éducateur et homme politique américain. Il est connu pour être le cofondateur, avec Alphonso Taft, de la fraternité étudiante Skull and Bones de l'université Yale aux États-Unis.

## Biographie
William Huntington Russell étudie en Allemagne de 1831 à 1832 ; il crée à son retour aux États-Unis en 1832 un chapitre d'une fraternité allemande. Ce terme Bones s'avère être le chapitre d’un corps au sein d'une université allemande. Ainsi W. H. Russel et 14 autres membres de terminale fondent l’ordre du Skull and bones, qui changera plus tard son nom en Skull and Bones.
Cette fraternité, dont le symbole est un crâne avec deux os s’entrecroisant derrière celui-ci, est reconnue pour avoir accueilli plusieurs hommes politiques, tel George H. W. Bush, George W. Bush, John Kerry et bien d'autres.